# Culex harrisoni
Culex harrisoni är en tvåvingeart som beskrevs av Sirivanakarn 1977. Culex harrisoni ingår i släktet Culex och familjen stickmyggor.
Artens utbredningsområde är Thailand. Inga underarter finns listade i Catalogue of Life.